# Абернати, Уильям
Уильям Дж. Абернати (англ. William J. Abernathy; 21 ноября 1933 — 29 декабря 1983) — американский профессор-экономист. Преподаватель Гарвардской школы бизнеса. Известен тем, что объяснил причины индустриального спада в автомобильной промышленности США и повлиял на управленческое мышление таким образом, чтобы повысить внимание к инновациям и принятию долгосрочных стратегических решений.

## Биография
Родился 21 ноября 1933 года в городе Колумбия, штат Теннесси. Окончил Университет Теннесси по специальности инженер-электрик. Затем получил степень магистра делового администрирования (1964) и степень доктора (1967) в Гарвардской школе бизнеса. Одним из его наставников был профессор Уикхем Скиннер.

## Карьера
Был первым профессором имени Уильяма Б. Хардинга в области управления и технологий в Высшей школе делового администрирования (Graduate School of Business Administration).
Вместе с коллегами был одним из первых, кто указал на то, что в промышленном спаде США виноваты руководители американских компаний, а не конкуренция со стороны Японии или усиление борьбы рабочих за свои права. Изучая автомобильную промышленность США, Абернати подчеркивал влияние качества изделий на уровень продаж. Ввел понятие «дилемма производительности»; критиковал зацикленность американских менеджеров на краткосрочной прибыли, достигаемой за счет экономии на развитии моделей и технологии производства.

## Научный вклад
Был одним из первых участников влиятельной программы модернизации средств передвижения. Его критика массового производства оказала заметное воздействие на развитие теоретической мысли в автомобилестроении, что, в свою очередь, привело к развитию инновационного менеджмента и внедрению идей интегрированного дизайна и доминирующего дизайна.

## Личная жизнь
Был женат на Клэр Абернати. У них было две дочери, Эвелин и Джанин. Семья проживала в Лексингтоне, штат Массачусетс .

## Смерть
Умер 29 декабря 1983 года в Бостоне.